# Simfonia núm. 7 (Tubin)
La Simfonia núm. 7 va ser composta per Eduard Tubin entre el 1956 i el 1958. Va ser estrenada l'1 de març de 1959 a Gävle per l'Orquestra Simfònica de Gävle sota la direcció de Gunnar Staern. Té una durada aproximada de 24 minuts.

## Moviments
- Allegro moderato
- Larghetto
- FAllegro marciale

## Origen i context
La composició de la Simfonia núm. 7 de Tubin va iniciar-se el 1956 i es va completar el 10 de juny de 1958. La va escriure per a una orquestra modesta però és una de les obres més complexes del compositor, especialment el segon moviment que és extremadament dramàtic, com immers en una catàstrofe devastadora. També és la més curta. Tubin va dir modestament: «He utilitzat el potencial d'una petita orquestra».

## Representacions
Després de l'estrena a Gävle, Sixten Eckerberg la va presentar a Göteborg el 29 d'octubre de 1959.

## Instrumentació
La Simfonia núm. 7 està escrita per a 2 flautes, 2 oboès, 2 clarinets, 2 fagots - 2 trompes, 2 trompetes, percussió i cordes.

## Anàlisi musical
Segons Hernert Connor:
| «                | La Setena simfonia és lliurement tonal, amb parts tant tonals com atonals. El mateix Tubin destaca que el seu propòsit era escriure d'una manera fàcil, alhora que explorava les possibilitats de l'atonalitat. La paradoxa és, admet, que en realitat no hi ha música purament atonal. «Sempre hi ha una base tonal per sostenir-se. Però aquesta base tonal pot canviar molt ràpidament, ser moguda a diferents veus o simplement ser-hi latent. Si no segueixes la teva oïda i la teva consciència artística, acabes fent clixés o et quedes en un aiguamoll». | » |
| — Hernert Connor | |   |